# Megawatt Charging System
Le Megawatt Charging System (MCS, en français « Système de charge mégawatt ») est un connecteur de charge en cours de développement pour les véhicules électriques à batterie de grande capacité. Le connecteur sera conçu pour charger à un taux maximum de 3,75 megawatts (3 000 ampères à 1 250 volts) en courant continu. Le connecteur MCS devrait être le connecteur de charge standard mondial pour les camions électrique, bus électrique et avions électrique.

## Histoire
L' association CharIN (Charging Interface Initiative) a été créée en mars 2018, dans le but de « définir une nouvelle norme de recharge à haute puissance pour les véhicules commerciaux afin de maximiser la flexibilité des clients ». 
CharIN avait précédemment développé la spécification du système de recharge combiné (CCS). De début 2018 à fin 2019, l'abréviation HPCCV (High Power Charging for Commercial Vehicles) a été utilisée, suivant le nom du groupe de travail du consortium CharIN. L'énoncé de l'objectif a ensuite été révisé pour "élaborer des exigences pour une nouvelle solution de recharge à haute puissance pour véhicules commerciaux afin de maximiser la flexibilité des clients lors de l'utilisation de véhicules commerciaux entièrement électriques". Le champ d'application de la recommandation technique doit être limité au connecteur et à toute exigence connexe pour l'IRVE (infrastructures de recharge des véhicules électriques), le véhicule, la communication et le matériel connexe.    
Le HPCCV a tenu une réunion en septembre 2018 pour obtenir un consensus sur les exigences proposées, et le conseil d'administration de CharIN a approuvé les exigences de consensus le 28 novembre 2018. Cinq entreprises ont soumis des conceptions candidates pour répondre aux exigences : Tesla, Electrify America, ABB, paXos et Stäubli. Le HPCCV a sélectionné une conception de prise et de prise de charge en mai 2019, qui a été approuvée par la direction de CharIN en septembre 2019. Le connecteur HPCCV version 1.0 avait une forme triangulaire et des broches d'alimentation rondes, mais la conception nécessitait un développement supplémentaire car il persistait des risques pour les doigts.

Dessin approximatif de la sortie de l'ancienne version 2 ; le DC± aurait été transporté par deux contacts "diapason".

Un test sur sept alimentations de véhicule et de onze connecteurs a eu lieu au Laboratoire national des énergies renouvelables (NREL) les 23 et 24 septembre 2020. Le matériel prototype présentait les conceptions de sept fabricants, six fabricants supplémentaires ont également participé virtuellement. Les critères évalués comprenaient l'ajustement/compatibilité, l'ergonomie et les performances thermiques,. Des évaluations au courant maximum (3000 A) ont été réalisées avec refroidissement à la fois de l'injecteur et du connecteur. Puis pour le refroidissement du connecteur uniquement, le courant étant limité à 1000 A. Et enfin sans refroidissement, le courant étant limité à 350 A. Les versions 2.0 à 2.4 du connecteur MCS utilisaient des contacts en forme d' "épingle à cheveux", mais il a ensuite été remplacé par la version 3.0 à 3.2, qui est revenue à la forme triangulaire avec des broches plus grandes et des gaines de protection plus longues pour éviter tout contact accidentel.
Le groupe de travail avait prévu qu'un document d'exigences et de spécifications ne serait publié d'ici la fin de 2021. En août 2021, des prototypes de connecteurs ont été testés jusqu'à 3.75 mégawatts. Le connecteur MCS version 3.2 a été adopté en décembre 2021.

## Implémentations spécifiques
L'entreprise aérospatiale allemande Lilium a annoncé en octobre 2021 que leurs prochains avions électrique à décollage et atterrissage vertical, seraient équipées d'un MCS pour la recharge. Ces bornes de recharge avec connecteurs MCS seront livrées par l'entreprise ABB en 2024.
Le projet national « Chargement à haute capacité dans le transport longue distance par camion » construira quatre nouvelles stations de recharge pour camions le long de l'autoroute A2 de Berlin à Duisburg. Chaque station sera équipée initialement de deux stations de 600 kW à partir de juin 2022, et sera mise à niveau à 1 mégawatt en utilisant MCS à l'automne 2023. Les chargeurs seront construits par la société Heliox.
Le groupe lobbyiste allemand Union de l'industrie automobile a publié le "Plan directeur de l'infrastructure de recharge 2.0" en février 2022 dans lequel il proposait d'étendre le réseau de recharge financé par l'État en un " Réseau allemand pour les poids lourds ". Alors que le plan actuel exige 200 kW par point de charge utilisant le CCS, la prochaine phase nécessitera 700 kW par point de charge avec MCS.

## Exigences de conception
Les principales exigences incluent :
- Fiche conductrice unique
- Maximum de 1250 Vcc et 3000 UN
- API + ISO/CEI 15118
- Sécurité tactile (UL2251)
- Interrupteur de neutralisation interprété par le logiciel sur la poignée.
- Conformité aux normes OSHA / ADA (ou équivalent local)
- FCC Classe A EMI (ou équivalent local)
- Situé du côté conducteur du véhicule, à la hauteur des hanches
- Capable d'être automatisé
- Certifié UL / NRTL
- Cybersécurité
- V2X (bidirectionnel)

Le MCS est destiné aux véhicules utilitaires des catégories C1, C, C1E, CE, se concentrant principalement sur les camions, mais convient aux véhicules électriques à batterie de taille similaire, y compris les autobus, autocar et les avions. Le connecteur du véhicule doit être placée du côté conducteur du véhicule (côté gauche en Amérique du Nord), entre les essieux avant et arrière.
Les protocoles suivront les normes CCS (système de recharge combiné pour véhicules léger), et le flux d'énergie bidirectionnel pour le V2G (véhicule-réseau) est également à l'étude pour la norme MCS. Le principal protocole de communication devrait être ISO 15118, y compris Plug & Charge. SAE International a commencé à développer les normes MCS dans l'ensemble des exigences J3271 en décembre 2021.
Un connecteur CCS Combo 1/Combo 2/ SAE J3068 ou ChaoJi peut également être installé sur le véhicule pour la compatibilité et la charge AC. La société Black & Veatch a conçu des prototypes d'aménagement pour les voies de recharge des véhicules.